# Ґрісес де Умакао
Ґрісес де Умакао — чоловіча професійна баскетбольна команда, що базується у м. Умакао в Пуерто-Рико і грає у Вищій Лізі Пуерто-Рико з баскетболу. Команда була заснована у 2005 році і проводить свої домашні матчі на Emilio E. Huyke Coliseum.

## Історія
Команда була створена у 2005 році, коли франшиза Торітос де Каєй була перенесена в Умакао. У 2010 році тоді ще власник команди Антоніо Касільяс перейменував команду на Касікес де Умакао (переклад з ісп. Вожді Умакао). Він хотів, щоби назва команди була веселою, а не похмурою, як місто (Умакао називають "сірим містом"). Також ця назва вшанувала пам'ять відомого пуерториканського вождя Касіке Джумакао, який 500 років тому захищав латиноамериканські землі від іспанців.
У 2021 році Касікес де Умакао купив американський бізнесмен Ернесто Камбо. Пізніше вінперейменував її на Ґрісес де Умакао. Камбо також став головним тренером, і зробив свого сина, Ентоні, важливим гравцем команди.